# Hauts-de-Seine
Hauts-de-Seine ( fransk udtale ?) er et fransk departement i regionen Île-de-France. Hovedbyen er Nanterre, og departementet har 1.566.668 indbyggere.

## Geografi
Hauts-de-Seine og to andre mindre departementer, Seine-Saint-Denis og Val-de-Marne, danner en ring omkring Paris, der er kendt som la petite couronne (dvs. "den lille ring").

## Administration
Der er 3 arrondissementer, 36 kommuner og 23 cantoner i Hauts-de-Seine.
| 1. Antony 2. Châtenay-Malabry 3. Sceaux 4. Bourg-la-Reine 5. Bagneux 6. Fontenay-aux-Roses 7. Le Plessis-Robinson 8. Clamart 9. Châtillon 10. Montrouge 11. Malakoff 12. Vanves | 1. Issy-les-Moulineaux 2. Boulogne-Billancourt 3. Meudon 4. Sèvres 5. Chaville 6. Ville-d'Avray 7. Saint-Cloud 8. Marnes-la-Coquette 9. Vaucresson | 1. Garches 2. Rueil-Malmaison 3. Suresnes 4. Puteaux 5. Nanterre 6. Colombes 7. La Garenne-Colombes 8. Bois-Colombes 9. Courbevoie 10. Neuilly-sur-Seine 11. Levallois-Perret 12. Clichy 13. Asnières-sur-Seine 14. Gennevilliers 15. Villeneuve-la-Garenne |  |